# Fundació Museu del Tèxtil de la Comunitat Valenciana
La Fundació Museu del Tèxtil de la Comunitat Valenciana (FMTCV), és una fundació d'Ontinyent fundada l'any 1999 dedicada a l'estudi, la conservació, la restauració, la investigació, la promoció i la difusió del patrimoni relacionat amb l'activitat industrial tèxtil de la Comunitat Valenciana. La fundació està gestionada per la Caixa Ontinyent.
L'any 2011 la fundació va estar a punt de dissoldre, però l'any 2014 va tancar els comptes anuals amb un superàvit de 33.000 euros i el 2015 amb un superàvit de 40.000 euros.
Entre 2013 i 2014 va participar en la creació del Museu Tèxtil Valencià juntament amb l'Ajuntament d'Ontinyent, la Universitat de València, ATEVAL i Caixa Ontinyent. El museu està dedicat a la etnologia local i centrat en el tèxtil. El museu va obrir en abril de 2014 al Palau de la Duquessa d'Almodóvar, al Barri de la Vila d'Ontinyent.